# ADN-polymérase delta
L'ADN-polymérase δ, ou pol δ, est une ADN polymérase présente chez les Eucaryotes et qui intervient dans les processus de réplication de l'ADN et de réparation de l'ADN. Cette enzyme est constituée de quatre sous-unités : POLD1, POLD2, POLD3 et POLD4. C'est elle qui intervient essentiellement dans la synthèse des brins principaux et secondaires,. Sa processivité croît lorsqu'elle interagit avec le PCNA. Le facteur de réplication C est également important pour le fonctionnement de cette polymérase car elle joue le rôle de chargeur de clamp (qui consiste à catalyser le chargement du PCNA sur l'ADN).